# Le Mustang noir
Pour plus de détails, voir Fiche technique et Distribution.
Le Mustang noir (Red Canyon) est un film américain tourné en Technicolor réalisé par George Sherman, sorti en 1949.

## Synopsis
Lin Shoane, un cow boy solitaire, tombe amoureux de Lucy Bostel, la fille d'un éleveur de chevaux. Mais ce dernier soupçonne Lin d'être le fils d'un voleur.

## Fiche technique
- Titre : Le Mustang noir
- Titre original : Red Canyon
- Réalisation : George Sherman
- Scénario : Maurice Geraghty, d'après un roman de Zane Grey
- Chef opérateur : Irving Glassberg (Technicolor)
- Musique : Walter Scharf
- Direction artistique : Bernard Herzbrun et Frank A. Richards
- Décors : Russell A. Gausman et Joseph Kish
- Costumes : Rosemary Odell
- Montage : Otto Ludwig
- Producteur : Leonard Goldstein et Aaron Rosenberg
- Société de distribution : Universal Pictures
- Durée : 82 minutes
- Dates de sortie : 
  - États-Unis : 27 avril 1949
  - France : 11 janvier 1950

## Distribution
- Ann Blyth : Lucy Bostel
- Howard Duff : Lin Sloane
- George Brent : Matthew Bostel
- Edgar Buchanan : Jonah Johnson
- John McIntire : Floyd Cordt
- Chill Wills : Marshal G.T. Brackston
- Jane Darwell : Tante Jane
- Lloyd Bridges : Virgil Cordt
- James Seay : Joel Creech
- Edmund MacDonald : Farlane
- David Clarke : Sears
- Denver Pyle : Hutch
- Willard W. Willingham : Van
- Hank Worden : Charley
- Edmund Cobb
- Hank Patterson : Osborne